# W - på andra sidan verkligheten
W - på andra sidan verkligheten (hangul: 더블유; RR: Deobeuryu) är en sydkoreansk TV-serie som sändes på MBC från 20 juli till 14 september 2016. Lee Jong-suk och Han Hyo-joo spelar huvudrollerna.

## Rollista (i urval)
- Lee Jong-suk - Kang Chul
- Han Hyo-joo - Oh Yeon-joo